# Championnat britannique des voitures de tourisme 1973
Le Championnat britannique des voitures de tourisme 1973 était la 16e saison du championnat britannique des voitures de tourisme, remporté par l'australien Frank Gardner qui obtient donc son second titre. Le championnat a débuté à Brands Hatch le 18 mars 1973 et s'est terminé sur le même circuit le 21 octobre 1973.

## Calendrier
| Manche  | Circuit      | Date         | Pilote vainqueur | Ecurie vainqueur              | Voiture vainqueur    |
| ------- | ------------ | ------------ | ---------------- | ----------------------------- | -------------------- |
| 1       | Brands Hatch | 18 mars      | Frank Gardner    | SCA European Road Services    | Chevrolet Camaro Z28 |
| 2       | Silverstone  | 8 avril      | Brian Muir       | Dealer Team BMW               | BMW 3.0 CSL          |
| 3       | Thruxton     | 23 avril     | Frank Gardner    | SCA European Road Services    | Chevrolet Camaro Z28 |
| 4       | Thruxton     | 28 mai       | Frank Gardner    | SCA European Road Services    | Chevrolet Camaro Z28 |
| 5       | Silverstone  | 14 juillet   | Frank Gardner    | SCA European Road Services    | Chevrolet Camaro Z28 |
| 6       | Ingliston    | 19 août      | Andy Rouse       | VMW Motors - Team Esso Uniflo | Ford Escort RS 1600  |
| 7 A     | Brands Hatch | 27 août      | Bill McGovern    | George Bevan                  | Sunbeam Imp          |
| 7 B-C-D | Brands Hatch | 27 août      | Frank Gardner    | SCA European Road Services    | Chevrolet Camaro Z28 |
| 8       | Silverstone  | 23 septembre | Derek Bell       | Alpina                        | BMW 3.0 CSL          |
| 9       | Brands Hatch | 21 octobre   | Brian Muir       | Dealer Team BMW               | BMW 3.0 CSL          |

## Classement final

### Pilotes
| Championnat pilotes | Championnat pilotes | Championnat pilotes  | Championnat pilotes           | Championnat pilotes |
| Pos.                | Pilote              | Voiture              | Ecurie                        | Points              |
| ------------------- | ------------------- | -------------------- | ----------------------------- | ------------------- |
| 1                   | Frank Gardner       | Chevrolet Camaro Z28 | SCA European Road Services    | 60                  |
| 2                   | Peter Hanson        | Ford Escort 1300 BDA | The Barbarians                | 54                  |
| 3                   | Vince Woodman       | Ford Escort 1300 BDA | VMW Motors - Team Esso Uniflo | 51                  |
| 4                   | Andy Rouse          | Ford Escort RS 1600  | VMW Motors - Team Esso Uniflo | 45                  |
| 5                   | Brian Muir          | BMW 3.0 CSL          | Dealer Team BMW               | 40                  |
| 6                   | Les Nash            | Sunbeam Imp          | George Bevan                  | 39                  |
| 7                   | Bill McGovern       | Sunbeam Imp          | George Bevan                  | 36                  |
| 8                   | Ivor Goodwin        | Sunbeam Imp          | John Godfrey                  | 34                  |
| 9                   | Dave Brodie         | Ford Escort RS 1600  | Norman Reeves Ltd.            | 33                  |